# Toni Lang
Toni Lang (* 22. April 1982 in Hutthurm) ist ein ehemaliger deutscher Biathlet und Skilangläufer.

## Leben und Karriere
Toni Lang startete für den TV Hauzenberg und wurde von Remo Krug und Fritz Fischer trainiert. Der vormalige Sportsoldat der Sportfördergruppe in Berchtesgaden gehörte der Biathlon-Nationalmannschaft (B-Kader) des DSV an. Der Ruhpoldinger startete zunächst als Skilangläufer. Sein internationales Debüt gab er im Dezember 2000 in Campra im Rahmen des Continental Cups. Im 10-Kilometer-Rennen wurde er 36. Bei den Junioren-Weltmeisterschaften 2001 im polnischen Karpacz wurde er 16. im Sprint. Im Februar 2001 erreichte er als Achter über 15 Kilometer in Schonach sein erstes Ergebnis in den Top Ten, im Dezember wurde er in Goms Zweiter hinter Martin Tauber. Kurz darauf startete er in Garmisch-Partenkirchen erstmals im Skilanglauf-Weltcup und wurde 34. im Sprint. Bei den Junioren-Weltmeisterschaften 2002 in Schonach im Schwarzwald belegte er über 10 Kilometer in der freien Technik den siebten Platz und wurde im Sprint Zehnter. Sein erstes Continental-Cup-Rennen gewann Lang im Februar 2003 in Valdidentro bei einer Sprintveranstaltung. Erste Weltcuppunkte gewann er im Januar 2004 als Zehnter im Sprint von Nové Město. Im Monat darauf erreichte er in Oberstdorf im Teamsprint Rang sechs. Im Oktober des Jahres erreichte er in dieser Disziplin als Drittplatzierter zum Auftakt der neuen Saison in Düsseldorf mit Andreas Stitzl sein bestes Ergebnis. Bei den Deutschen Meisterschaften 2005 in München gewann Lang Bronze im Sprint.
Nachdem sich für Lang die erwarteten Erfolge nicht einstellten, wechselte er 2006 zum Biathlon. Hier gab er im ersten Rennen des Biathlon-Europacups der Saison 2006/07 in Obertilliach sein Debüt, bei dem er 22. im Sprint wurde und damit auf Anhieb erste Punkte gewann. An selber Stelle erreichte er als Zehnter beim nächsten Europacup im Sprint sein erstes Top-Ten-Ergebnis. Beim vorletzten Europacup der Saison in Haute-Maurienne erreichte Lang als Dritter in der Verfolgung seine erste Podest-Platzierung. Beim letzten Europacup in Ridnaun belegte er als Sprint-Zweiter seine bislang beste Europacup-Platzierung. Bei den Deutschen Meisterschaften gewann er keine Medaillen, wurde aber viermal Vierter. Auch in der folgenden Saison lief Lang erfolgreich, obwohl er keine Ergebnisse auf dem Podest erreichte. Dennoch wurde er am Saisonende hinter Vincent Porret Zweiter der Gesamtwertung und gewann die Gesamtwertung im Sprinteuropacup. Aufgrund der guten Platzierung erreichte Lang einen Startplatz für die letzten Rennen im Biathlon-Weltcup 2007/2008 am Holmenkollen in Oslo. Zuvor wurde er bei den Biathlon-Europameisterschaften 2008 in Nové Město Zehnter im Sprint, 12. in der Verfolgung, 48. im Einzel und verpasste als Vierter mit der Staffel eine Medaille. Seine beiden Einsätze im Weltcup endeten auf Rang 38 im Sprint, womit er sich für die Verfolgung qualifizierte, wo er als 32. den Gewinn erster Weltcuppunkte knapp verfehlte. Die Deutschen Meisterschaften im Biathlon 2008 verliefen für Lang sehr erfolgreich. Im Einzel wurde er Siebter, in der Verfolgung musste er sich nur Christoph Stephan geschlagen geben und wurde Vizemeister. Im Massenstart erreichte Lang Platz acht und mit der Staffel Bayern I wurde er gemeinsam mit Andreas Birnbacher und Michael Greis Deutscher Meister. 2010 kam in Willingen an der Seite von Daniel Graf und Johannes Kühn der Gewinn von Staffelbronze hinzu.
Im Biathlon-Weltcup 2008/2009 kam Lang in Oberhof zu seinem ersten Einsatz im Weltcup, als Schlussläufer der deutschen Staffel: Platz 3 war für Lang das erste Podiumsergebnis im Weltcup. Nach der Saison 2010/2011 gab er seinen Rücktritt vom aktiven Sport bekannt und begann ein Studium der Zahnmedizin.
Lang heiratete 2012 die Biathletin Kathrin Hitzer.

## Biathlon-Weltcup-Platzierungen
Die Tabelle zeigt alle Platzierungen (je nach Austragungsjahr einschließlich Olympische Spiele und Weltmeisterschaften).
- 1.–3. Platz: Anzahl der Podiumsplatzierungen
- Top 10: Anzahl der Platzierungen unter den ersten zehn (einschließlich Podium)
- Punkteränge: Anzahl der Platzierungen innerhalb der Punkteränge (einschließlich Podium und Top 10)
- Starts: Anzahl gelaufener Rennen in der jeweiligen Disziplin

| Platzierung                      | Einzel | Sprint | Verfolgung | Massenstart | Staffel | Gesamt |
| -------------------------------- | ------ | ------ | ---------- | ----------- | ------- | ------ |
| 1. Platz                         |        |        |            |             |         |        |
| 2. Platz                         |        |        |            |             | 2       | 2      |
| 3. Platz                         |        |        |            |             |         |        |
| Top 10                           |        |        |            |             | 2       | 2      |
| Punkteränge                      | 1      | 3      | 3          |             | 2       | 9      |
| Starts                           | 3      | 9      | 5          |             | 2       | 19     |
| Stand: nach der Saison 2010/2011 |        |        |            |             |         |        |

## Nachweise
1. ↑  Pressemitteilung (Memento des Originals vom 6. Juni 2012 im Internet Archive)  Info: Der Archivlink wurde automatisch eingesetzt und noch nicht geprüft. Bitte prüfe Original- und Archivlink gemäß Anleitung und entferne dann diesen Hinweis. auf biathlonworld.com